# Paweł Konnak
Paweł Konrad Konnak, ps. Konjo, Koñjo (ur. 19 lutego 1966 w Gdańsku) – polski performer, konferansjer, poeta, reżyser filmowy, scenarzysta, pisarz, dziennikarz, współzałożyciel formacji artystycznej Totart.

## Życiorys
Ukończył w 1984 IV Liceum Ogólnokształcące w Gdańsku-Nowym Porcie, w 1994 uzyskał absolutorium na Uniwersytecie Gdańskim, na kierunku filologia polska. Od 1982 był aktywistą ruchu punk. Organizowł niezależne koncerty, wydawał podziemny magazyn „Gangrena – Tadży-Pao Młodzieży Wegetującej”. Redagował wychodzące poza cenzurą magazyny „Futurfoto” oraz „Higiena – Przegląd Archeologiczny Metafizyki Społecznej”. Założył podziemne wydawnictwa Księgozbiór i Fonografia Zlew Polski. Od 1986 członek grupy poetyckiej Zlali Mi Się Do Środka i Kabaretu Profuzyjnego Zlew Polski. Był także współtwórcą grupy artystycznej Totart. W latach 90. był współzałożycielem Klubu Inicjatyw Społecznych C14 oraz Otwartego Atelier w Gdańsku. Dla TVP Gdańsk zrealizował kilkanaście odcinków programu muzycznego „Telewizja Neptuna”. W latach 1992–1999 współtworzył z Krzysztofem Skibą kabaret rockowy Lalamido. Wieloletni przewodniczący uczelnianej grupy Levarów, która ukonstytuowała się na początku lat 90. wśród studentów Uniwersytetu Gdańskiego.
Współpracował z zespołem Ich Troje jako konferansjer na koncertach, poza tym występował w reality show Jestem jaki jestem o życiu Michała Wiśniewskiego. Uczestniczył w trzeciej edycji programu rozrywkowego TVP1 Gwiazdy tańczą na lodzie, w którym występował również jako konferansjer. W 2009 wystąpił w teledysku do piosenki grupy Video „Weź nie pi*rdol!” oraz jej ocenzurowanej wersji pt. „Będzie piekło!”. W 2010 wystąpił w teledysku do utworu zespołu Jorrgus „Intryguj, uwodź, prowokuj mnie”.

## Publikacje
- Sztuka restauracji – tom poezji
- Randka z mutantem – tom poezji
- Król festynów – tom poezji – nominacja do Nagrody Literackiej Nike[3][4]
- Dzieła zebrane i wylane. Gdańsk, Gdański Kantor Wydawniczy, 2009. ISBN 978-83-60597-35-4.
- Artyści, wariaci, anarchiści. Wyd. I. Warszawa, Narodowe Centrum Kultury. 2010. ISBN 978-83-61587-43-9.
- Gangrena – mój punk rock song. Warszawa, Narodowe Centrum Kultury, 2011. ISBN 978-83-61587-70-5.
- Nikt nie odda się za zupę. Warszawa, Narodowe Centrum Kultury, 2012. ISBN 978-83-61587-85-9.
- Karnawał profuzji. Warszawa, Narodowe Centrum Kultury, 2013. ISBN 978-83-63631-63-5.
- Księgowy tańczy. Warszawa, Narodowe Centrum Kultury, 2014. ISBN 978-83-7982-023-8.
- Maciej Chmiel, Paweł Koñjo Konnak – fenomen uczestnictwa w sztuce współczesnej, Warszawa, Narodowe Centrum Kultury, 2013. ISBN 978-83-63631-64-2.
- Explozja zlewu vol. 1. Warszawa, Narodowe Centrum Kultury, 2016. ISBN 978-83-798-2142-6.
- Explozja zlewu vol. 2. Gdańsk, Centrum Sztuki Współczesnej ŁAŹNIA, 2018. ISBN 978-83-61646-02-0.
- Konkurs wiedzy o duszy, WBPiCAK, 2019[5]. ISBN 978-83-65772-70-1.
- Metka z Glettkau, WBPiCAK, 2022[6], ISBN 978-83-66453-52-4.

## Filmografia
- Galeria C 14 (1993) – film dokumentalny, scenariusz, reżyseria
- Dezerter – Nie ma zagrożenia (1994) – film dokumentalny, scenariusz, reżyseria
- Exodus. Robert Brylewski (1996) – film dokumentalny, scenariusz, reżyseria
- O dwóch takich, co nic nie ukradli – obsada aktorska, jako skaut
- Segment ’76 (2002) – obsada aktorska, jako sanitariusz
- Jarocin. Po co wolność (2016) – film dokumentalny, reżyseria: Leszek Gnoiński, Marek Gajczak[7]

## Odznaczenia
- Krzyż Wolności i Solidarności (25 października 2013)[1]

## Nagrody i wyróżnienia
- Nagroda Prezydenta Miasta Gdańska w Dziedzinie Kultury z okazji jubileuszu 10-lecia miejskiej instytucji kultury Centrum Sztuki Współczesnej „Łaźnia” (2008)
- Nagroda Prezydenta Miasta Gdańska w Dziedzinie Kultury z okazji jubileuszu 25-lecia pracy artystycznej (2009)
- Nagroda Prezydenta Miasta Gdańska w Dziedzinie Kultury z okazji jubileuszu 30-lecia pracy artystycznej, a w szczególności za serię książek, opisujących polski underground artystyczny (2014)
- Nagroda Prezydenta Miasta Gdańska w Dziedzinie Kultury z okazji jubileuszu 30-lecia Formacji TOTART (2016)
- Stypendium Kulturalne Miasta Gdańska (2018)[8]
- Nagroda Prezydenta Miasta Gdańska w Dziedzinie Kultury z okazji 35-lecia Tranzytoryjnej Formacji TOTART (2021)

Źródło:.